# 小宵こなん
小宵 こなん（こよい こなん、1999年4月2日 - ）は、日本のインフルエンサー、DJ。元AV女優。2024年9月まではC-more ENTERTAINMENTに所属していた。

## 略歴
2021年5月19日に、エスワン専属女優として『新人NO.1STYLE 小宵こなん AVデビュー』でAVデビュー。
2022年4月11日には、FANZAレンタルフロアランキング 週間AVランキングベスト10において『激イキ183回! 痙攣3915回! 鬼突き23800ピストン! ムチムチHカップBODY エロス覚醒 はじめての大・痙・攣スペシャル 小宵こなん』が1位を記録した。
2023年5月に発表されたアサヒ芸能「2023現役AV女優SEXY総選挙」第15位。
2023年6月19日週FANZA通販フロアランキングにて出演した『エスワンファン感謝祭』（BD版）が初登場1位を記録（DVD版も4位にランクイン）。同作は6月26日週も1位を維持した（DVD版は5位）。同作は7月17日週FANZA動画フロアランキング1位も記録した。
2023年10月16日週FANZA通販フロアランキングにて、『世界一優しくてエッチなお姉ちゃんはボクだけの風俗嬢 小宵こなん』が6位ランクイン。11月20週FANZA通販フロアランキングでは、『働く巨乳お姉さんとあんなコト、こんなコトできる禁断の妄想10エッチ 小宵こなん』が初登場4位を記録。同年12月18日週FANZA通販フロアランキングにて、『離島に転任した女教師はいい年して水着着させられ谷間まる出しで廻される 小宵こなん』が初登場6位を記録。
2024年2月19日週FANZA通販フロアランキングにて、『豊満ボディ強調コスプレ＆過激裏オプで人気殺到！至福の癒し系ふわとろHcupおっパブ嬢 小宵こなん』が初登場7位にランクイン。2月26日週FANZA通販フロアランキングでも8位を維持。FANZA動画フロア2024年2月度月間AV女優ランキングで7位を記録。
2024年3月18日週FANZA通販フロアランキングにて、『ふわもっち神乳Hcupメイドを拾った僕は 世界一柔らかいあまあまパイズリ恩返ししてもらった 小宵こなん』が初登場6位となる。
2024年4月発売『アサヒ芸能』発表「2024現役AV女優セクシー総選挙」において総合10位（東京9位、大阪12位）となり、着実に順位を上げた。
2024年5月20日週FANZA通販フロアランキングにて、『濃厚とろける不倫生活を とことん甘えさせてくれる美麗おっぱい愛人と… 小宵こなん』が初登場5位となる。
2024年6月17日週FANZA通販フロアランキングにて、『タイトワンピ店員さんが無自覚に勃起させちゃうボディライン丸出し接客 小宵こなん』が初登場4位にランクイン。
同年7月1日週FANZA動画フロアランキングにて、『離島に転任した女教師はいい年して水着着させられ谷間まる出しで廻される 小宵こなん』が初登場6位。
同年7月15日FANZA通販フロアランキングにて、『「キミの貧乳な彼女じゃできないこと、このおっぱいで全部叶えてあげる」巨乳女教師の誘惑に負けたボクの逆NTR学生生活 小宵こなん』が初登場3位を記録。
同年10月28日週FANZA動画ランキングにおいて、前年10月発売の『小宵こなん 2周年 9タイトル12時間』が2位に急浮上した。
2024年10月には、C-more ENTERTAINMENT公式サイトから小宵の名が削除された。同年12月には台湾でのファンミーティングイベントに登壇したが、その際に飲酒ゲームとは知らずに参加した結果、アルコール濃度40度以上の酒による急性アルコール中毒を発症し、国立台湾大学病院の緊急治療室に運ばれたことが報道された。
2025年2月1日に自身のYouTubeチャンネルにてAV女優を引退することを発表した。YouTube、ファンクラブなどは継続する。FANZA動画フロア2月度月間女優ランキング10位ランクイン。同年3月には台北のイベントに出席したことが報道された。同年6月度FANZA動画フロア月間AV女優ランキング2位になるなど、引退後も人気を維持している。

## 人物
- 趣味はジム通い・AV鑑賞[2]。特技は人と話すこと・行動力がある[2]・バレエ・ピアノ[1]。
- 非喫煙者であり、アルコールも飲まない[28]。
- 中学2年の時から自然とAVを見るようになり、エロい男性の目線で見ていた。好きなジャンルは巨乳で、好きな女優は成瀬心美[29]。
- 初体験は18歳の高校卒業の時で、相手は好きだったバンドのメンバー。デビュー前の男性経験は5人[29]。
- デビュー前に個人でやっていたSNSが好評で、人に見られる仕事が向いているのではと言ってくれた人が現所属事務所（C-more ENTERTAINMENT）とつながっており、そこからメーカー回りを勧められる。メーカー回りやってみたら話を貰うことができ、少し悩んだがいい転機ではないかと思い、この業界に飛び込んだことがAV出演のきっかけとなった[29]。デビュー作の撮影では充実感から感動にひたり、撮影後は友達に「AV出たほうがいいよ」と勧めまくった[30]。
- 下腹部は脱毛しており、いわゆるパイパンである[31]。
- クールなお姉さんといった役柄が多いが、自身では気さくな次女タイプと答えている[32]。男優の澤野ヒロムも印象を「気さくなほんわか系」と答え、演技面においては「台本にないセリフやしぐさをぶちこんでくる」、具体的には「急に目を合わせてきて『キスして』とか。それを自然にやるので、一気に射精感が高まってイキそうになりました」と論じている[33]。
- （撮影は月に1本であるため）最初の1週間は好きなものを好きなだけ食べて、撮影の2週間前からダイエットモードに切り替え、リンゴとサツマイモとプロテインだけを摂取し、撮影前日は食べないという生活をしている[28]。
- 撮影後は「食べない後悔より、食べる後悔を選ぼう」という決意のもと、その時に食べたい物を食べるのが楽しみ。撮影前日は撮影後に好きな物を食べられるように沢山美味しいものを購入しストックするようにしている[28]。
- 小宵は自身について、ダイエットを継続できないプロ意識の低い人間なんですとインタビューで答えているが、週4でパーソナルトレーニングに通って体を動かすようにしている[28]。

## 作品

### アダルトDVD / BD
| 発売日   | タイトル | 規格品番 | 規格品番  | メーカー      | 備考 |
| 発売日   | タイトル | DVD      | BD        | メーカー      | 備考 |
| -------- | --- | -------- | --------- | ------------- | ---- |
| 5月19日  | 新人NO.1STYLE 小宵こなん AVデビュー                                                                               | SSIS-075 | 9SSIS-075 | S1 NO.1 STYLE |      |
| 6月19日  | 絶頂! 天然Hカップのわがままボディお嬢様 めちゃイキ大痙攣3本番                                                     | SSIS-101 |           | S1 NO.1 STYLE |      |
| 7月19日  | 交わる体液、濃密セックス 完全ノーカットスペシャル                                                                 | SSIS-128 |           | S1 NO.1 STYLE |      |
| 8月19日  | 出張先で軽蔑している中年セクハラ上司とまさかの相部屋に… 朝まで続く絶倫性交に不覚にも感じてしまったHカップ新入社員 | SSIS-157 |           | S1 NO.1 STYLE |      |
| 10月26日 | すっごい柔らかおっぱいのチ○ポ包み込みパイズリが得意で 優しいむちむちお姉さんソープ嬢                              | SSIS-193 |           | S1 NO.1 STYLE |      |
| 11月23日 | こんな爆乳に挟まれたい… 男はそのパイズリに我慢できない。 チ●ポをトロットロにするおっぱいビッチ                    | SSIS-253 |           | S1 NO.1 STYLE |      |
| 12月28日 | 激イキ183回!痙攣3915回!鬼突き23800ピストン! ムチムチHカップBODY エロス覚醒 はじめての大・痙・攣スペシャル         | SSIS-281 |           | S1 NO.1 STYLE |      |

| 発売日   | タイトル | 規格品番 | 規格品番  | メーカー      | 備考                                                               |
| 発売日   | タイトル | DVD      | BD        | メーカー      | 備考                                                               |
| -------- | --- | -------- | --------- | ------------- | ------------------------------------------------------------------ |
| 1月25日  | 彼女が旅行で不在の間、彼女のHカップお姉さんと朝から晩までひたすらハメまくった72時間の記録                         | SSIS-309 |           | S1 NO.1 STYLE |                                                                    |
| 2月22日  | 見た目もセックスも最高な愛人とハメ狂うお泊まり温泉不倫旅行                                                        | SSIS-335 |           | S1 NO.1 STYLE |                                                                    |
| 3月22日  | 世話焼き女上司とまさかの出張先旅館で相部屋に…朝までチ●ポの世話までしてくれる献身的10発射精性交                    | SSIS-362 | 9SSIS-362 | S1 NO.1 STYLE |                                                                    |
| 4月26日  | アナタの五感を刺激する小宵こなんのシコシコサポートラグジュアリー脳をエロスで満たす6つの癒され勃起シチュエーション | SSIS-388 | 9SSIS-388 | S1 NO.1 STYLE |                                                                    |
| 5月24日  | 小宵こなん10変化 極上オナニーサポート                                                                             | SSIS-414 | 9SSIS-414 | S1 NO.1 STYLE |                                                                    |
| 5月27日  | AV最高峰 -S級GIRLS GROUP エスワンキャンペーン                                                                     | WICP-005 |           | S1 NO.1 STYLE | S1 NO.1 STYLE専属女優の 撮り下ろし映像を収録した キャンペーンDVD。 |
| 6月28日  | M男クンのお宅に‘小宵こなん’が緊急突撃!アドリブ全開で痴女っちゃうHcupお姉さんの1日6発射精ドキュメント              | SSIS-441 |           | S1 NO.1 STYLE |                                                                    |
| 7月26日  | 幼なじみ姉妹の妹の方と付き合った僕の事を実はずっと好きだった姉が嫉妬に狂ってノーブラおっぱい誘惑                  | SSIS-469 | 9SSIS-469 | S1 NO.1 STYLE |                                                                    |
| 8月9日   | 小宵こなん 初ベスト S1デビュー1周年 最新12タイトル12時間スペシャル                                                | OFJE-372 | 9OFJE-372 | S1 NO.1 STYLE | ベスト版                                                           |
| 8月23日  | 小宵こなんの濃厚な唾液性交                                                                                        | SSIS-500 | 9SSIS-500 | S1 NO.1 STYLE |                                                                    |
| 9月27日  | 1ヶ月禁欲した小宵こなんがアドレナリン全開で乱れて、潮吹いて、イキまくってもまだハメる10時間エンドレスFUCK         | SSIS-532 | 9SSIS-532 | S1 NO.1 STYLE |                                                                    |
| 10月25日 | お酒に酔った巨乳女上司とまさかの相部屋AM0:00 酔った先輩は童貞の僕でも押せばヤレそうです 小宵こなん                | SSIS-561 | 9SSIS-561 | S1 NO.1 STYLE |                                                                    |
| 11月22日 | 脳もチ●ポも極楽へ誘う柔ふわおっぱい極上奉仕メンズエステ 小宵こなん                                                | SSIS-587 | 9SSIS-587 | S1 NO.1 STYLE |                                                                    |

| 発売日   | タイトル | 規格品番 | 規格品番  | メーカー      | 備考       |
| 発売日   | タイトル | DVD      | BD        | メーカー      | 備考       |
| -------- | --- | -------- | --------- | ------------- | ---------- |
| 2月28日  | S1が小宵こなんに無茶振り逆ナン指令!一流女優の痴女テクで素人を骨抜きにするまで帰れまSEX!                                 | SSIS-621 | 9SSIS-621 | S1 NO.1 STYLE |            |
| 3月28日  | 男なら一度はこのカラダに狂わされたい…4K機材撮影×Hcupむっちりボディ貪りたくなるほどの肉揺れフェティッシュ映像 小宵こなん | SSIS-643 | 9SSIS-643 | S1 NO.1 STYLE |            |
| 4月25日  | 肌触り最高の柔らかHcup豊満ボディゼロ距離密着神出鬼没! 汗だく逆痴漢お姉さん 小宵こなん                                   | SSIS-686 | 9SSIS-686 | S1 NO.1 STYLE |            |
| 6月13日  | 小宵こなん 究極美乳50本番                                                                                               | OFJE-412 | 9OFJE-412 | S1 NO.1 STYLE | 単体ベスト |
| 7月25日  | スーパースター女優と大乱交 激レア共演S1ファン感謝祭三上悠亜 葵つかさ うんぱい 架乃ゆら 小宵こなん miru 山手梨愛 本郷愛  | SSIS-816 | 9SSIS-816 | S1 NO.1 STYLE |            |
| 8月22日  | 10発射精しても、朝を迎えても小宵こなんとラブホお泊まり会でひたすら犯●れたい… 小宵こなん                                 | SSIS-722 | 9SSIS-722 | S1 NO.1 STYLE |            |
| 9月26日  | 媚ヤク漬け小宵こなんと、9人の男達潮吹き熱ほとばしる痙攣キメセク大乱交                                                   | SSIS-886 | 9SSIS-886 | S1 NO.1 STYLE |            |
| 10月24日 | 男を虜にする無意識のたわわな誘惑隠しきれない肉感わがまま着衣Hcup 小宵こなん                                             | SSIS-926 | 9SSIS-926 | S1 NO.1 STYLE |            |
| 10月31日 | 小宵こなん 2周年 9タイトル12時間                                                                                        | OFJE-434 | 9OFJE-434 | S1 NO.1 STYLE | 単体ベスト |
| 11月28日 | 世界一優しくてエッチなお姉ちゃんはボクだけの風俗嬢 小宵こなん                                                           | SSIS-952 |           | S1 NO.1 STYLE |            |
| 12月26日 | 働く巨乳お姉さんとあんなコト、こんなコトできる禁断の妄想10エッチ 小宵こなん                                             | SSIS-985 | 9SSIS-985 | S1 NO.1 STYLE |            |

| 発売日  | タイトル | 規格品番 | 規格品番  | メーカー      | 備考 |
| 発売日  | タイトル | DVD      | BD        | メーカー      | 備考 |
| ------- | --- | -------- | --------- | ------------- | ---- |
| 1月23日 | 離島に転任した女教師はいい年して水着着させられ谷間まる出しで廻される 小宵こなん                                             | SONE-028 | 9SONE-028 | S1 NO.1 STYLE |      |
| 2月27日 | 童貞だけど小宵こなんとお泊まりデートして 筆おろしさせてもらって、その後何度もSEXしたい…                                     | SONE-072 |           | S1 NO.1 STYLE |      |
| 3月26日 | 豊満ボディ強調コスプレ&過激裏オプで人気殺到! 至福の癒し系ふわとろHcupおっパブ嬢 小宵こなん                                  | SONE-119 |           | S1 NO.1 STYLE |      |
| 4月23日 | ふわもっち神乳Hcupメイドを拾った僕は 世界一柔らかいあまあまパイズリ恩返ししてもらった 小宵こなん                            | SONE-154 |           | S1 NO.1 STYLE |      |
| 5月28日 | 姉はヤンママ授乳中 in 実家 ランク1位総なめの超人気同人! 業界屈指の肉感ボディ人気女優! 初めての実写化コラボ作品! 小宵こなん  | SONE-201 | 9SONE-201 | S1 NO.1 STYLE |      |
| 6月25日 | 濃厚とろける不倫生活を とことん甘えさせてくれる美麗おっぱい愛人と… 小宵こなん                                               | SONE-267 |           | S1 NO.1 STYLE |      |
| 7月23日 | タイトワンピ店員さんが無自覚に勃起させちゃうボディライン丸出し接客 小宵こなん                                               | SONE-229 |           | S1 NO.1 STYLE |      |
| 8月27日 | 「キミの貧乳な彼女じゃできないこと、このおっぱいで全部叶えてあげる」 巨乳女教師の誘惑に負けたボクの逆NTR学生生活 小宵こなん | SONE-312 |           | S1 NO.1 STYLE |      |

### アダルトVR
| 発売日  | タイトル | 品番     | メーカー      | 備考   |        |
| 2021年  | 2021年 | 2021年   | 2021年        | 2021年 | 2021年 |
| ------- | --- | -------- | ------------- | ------ | ------ |
| 9月13日 | 小宵こなんとず〜っと密着 わがままHcupボディを完全独占! 最高の距離でイチャラブ究極同棲VR                                                             | SIVR-155 | S1 NO.1 STYLE |        |        |
| 2022年  | |          |               |        |        |
| 5月30日 | 相部屋ほろ酔い逆NTR 巨乳で可愛い新入社員の無防備なおっぱい誘惑に負けて 狂ったようにハメまくった出張先の夜 小宵こなん                                | SIVR-211 | S1 NO.1 STYLE |        |        |
| 9月13日 | 小宵こなん×天井特化×メンズエステ あなたは寝てるだけ。 すっごい柔らかおっぱいド迫力アングル覆い被さり騎乗位スペシャル                                | SIVR-228 | S1 NO.1 STYLE |        |        |
| 2023年  | |          |               |        |        |
| 2月14日 | 目の前の爆乳に挟まれたい… アナタはそのパイズリに我慢できない。 チ●ポをトロットロにするおっぱいビッチVR 小宵こなん                                   | SIVR-244 | S1 NO.1 STYLE |        |        |
| 3月14日 | ゲリラ豪雨で濡れ透ける巨乳女上司のブラジャーに 心が浮き立ち、雨が止んでもなお 爆乳に溺れたラブホ休憩2h 小宵こなん                                   | SIVR-252 | S1 NO.1 STYLE |        |        |
| 9月9日  | 初体験に失敗して無限童貞ループにハマった僕を 面倒見のいい世話焼きお姉ちゃんが母性とHcupおっぱいで 優しく包み込んでくれる極上筆おろし体験 小宵こなん | SIVR-281 | S1 NO.1 STYLE |        |        |
| 2024年  | |          |               |        |        |
| 1月15日 | 小宵こなんの柔乳フルコース 極上オナニーサポート5シチュエーション                                                                                    | SIVR-315 | S1 NO.1 STYLE |        |        |
| 4月20日 | 小宵こなんに優し～く見下ろされて小悪魔淫語・ベロキス・顔面舐め回し神乳おっぱいでとことん弄ばれる                                                    | SIVR-336 | S1 NO.1 STYLE |        |        |

### イメージDVD / BD
| 発売日  | タイトル                          | 規格品番 | 規格品番  | メーカー | 備考                       |
| 発売日  | タイトル                          | DVD      | BD        | メーカー | 備考                       |
| 2021年  | 2021年                            | 2021年   | 2021年    | 2021年   | 2021年                     |
| ------- | --------------------------------- | -------- | --------- | -------- | -------------------------- |
| 7月22日 | Konan えっちなからだと言わないで! | REBD-572 | REBDB-558 | REbecca  |                            |
| 2022年  |                                   |          |           |          |                            |
| 5月5日  | Konan2 Happy glamorous island     | REBD-647 | REBDB-633 | REbecca  | 共演：時田亜美、鈴原みらん |

### 写真集
- with you tonight （2023年2月25日、彩文館出版、撮影：福島裕二）※3000部限定 豪華愛蔵版[43] ISBN 978-4-7756-0661-2

### ポーズ集
- プレミアムヌードポーズブック 小宵こなん（2022年12月26日、ジーオーティー、撮影：田村浩章）ISBN 978-4-8236-0380-8

### デジタル写真集
2022年
- Konan えっちなからだと言わないで!（2月11日、REbecca）
- AV最高峰 S級GIRLS GROUP エスワンキャンペーン No.1 Photo Book アイドル版（5月27日、FANZA BEAUTY COLLECTION、撮影：小林弘輔）※FANZA『AV最高峰 S級GIRLS GROUP エスワンキャンペーン』オリジナルフォトブック。『S1 NO.1 STYLE』専属女優27名の写真を収録。FANZA限定配信。
- AV最高峰 S級GIRLS GROUP エスワンキャンペーン No.1 Photo Book S級版（6月10日、FANZA BEAUTY COLLECTION、撮影：小林弘輔）※FANZA『AV最高峰 S級GIRLS GROUP エスワンキャンペーン』オリジナルフォトブック。『S1 NO.1 STYLE』専属女優27名の写真を収録。FANZA限定配信。
- ましゅまろHカップ vol.1 小宵こなん FRIDAYデジタル写真集（6月10日、講談社）
- ましゅまろHカップ vol.2 小宵こなん オール未公開100カット超完全版 FRIDAYデジタル写真集（6月10日、講談社）
- ＃Escape 小宵こなん（7月22日、ジーオーティー、撮影：manimanium）
- G PROJECT 10th ANNIVERSARY 大人のおもちゃキャンペーン SPESIAL PHOTO BOOK（9月30日、FANZA BEAUTY COLLECTION）※FANZA『G PROJECT 10th ANNIVERSARY 大人のおもちゃキャンペーン』オリジナルフォトブック。キャンペーンガール5名の写真を収録。FANZA限定配信。
- FLASHデジタル写真集R 小宵こなん とろふわH乳ヌード（12月27日、光文社、撮影：西田幸樹）

2023年
- 小宵こなん 今宵の月はHですね vol.1 FRIDAYデジタル写真集（2月7日、講談社）
- 小宵こなん 今宵の月はHですね vol.2 FRIDAYデジタル写真集（2月7日、講談社）
- 小宵こなん 今宵の月はHですね vol.3 120カット超完全版 FRIDAYデジタル写真集（2月7日、講談社）
- erotica 小宵こなん（3月10日、徳間書店、撮影：鈴木ゴータ）
- S1キャンペーン2023 No.1 Photo Book アイドル版（5月12日、FANZA BEAUTY COLLECTION、撮影：小林弘輔）※FANZA『S1キャンペーン2023』オリジナルフォトブック。『S1 NO.1 STYLE』専属女優30名の撮り下ろし写真を収録。FANZA限定配信。
- S1キャンペーン2023 No.1 Photo Book S級版（6月1日、FANZA BEAUTY COLLECTION、撮影：小林弘輔）※FANZA『S1キャンペーン2023』オリジナルフォトブック。『S1 NO.1 STYLE』専属女優30名の撮り下ろし写真を収録。FANZA限定配信。

## 出演

### テレビ
- ミクチャTV ダイアンのなんで人気やねん（2023年、チバテレビ）

### ラジオ
- ねむチキ（2022年6月12日・19日・2023年7月9日・16日、TBSラジオ）[44][45]

### ウェブテレビ
- ロンドンハーツABEMA特別編（2022年5月31日、ABEMA） - アンケート協力[46]

### 雑誌
- 週刊実話 2021年7月15日号（日本ジャーナル出版） - 袋とじ「冷静と情熱の谷間」[47]
- 週刊アサヒ芸能 2022年3/10号（徳間書店） - グラビア
- 月刊FANZA 2023年2月号（ジーオーティー） - グラビア

## 製品

### トレーディングカード
- Girl’s Party Collection ～THE FAN♡FUN TRUMP～ 第4弾（2023年4月15日、Girl‘s Party Collection）

### カレンダー
- 小宵こなん 2023-2024年カレンダー（2023年3月、C-more ENTERTAINMENT）

### アダルトグッズ
オナホール
- G PROJECT 10th ANNIVERSARY PREMIUM SET 加美杏奈 小宵こなん 楪カレン コラボパッケージ版（2022年10月1日、EXE）
- JAPANESE REAL HOLE 生 小宵こなん（2022年12月24日、EXE）